# Dhár
Dhár (hinsky: धार) je město s přibližně 100 tisíci obyvateli v jižní části Indického státu Madhjapradéš. Dhár byl po staletí hlavním městem či jedno z nejdůležitějších měst v knížectví Málva, nebo knížecího státu Dhár. Je sídlem distriktu Dhár

## Poloha
Dhár se nachází v pohoří Vindhja v nadmořské výšce přibližně 565 metrů. Vzdálenost k severozápadnímu hlavnímu městu Madhjapradéše, Bhópálu je přibližně 345 km; Indaur se nachází pouze přibližně 82 km na východ. Podnebí je na indické podmínky mírné; déšť spadá hlavně v letní monzunové sezóně. Je situován do malebné krajiny mezi jezery a stromy obklopenými neúrodnými kopci a nachází se vněm kromě starých hradeb má zajímavých budov, z nichž některé mají kulturní, historický a národního význam přesahující rámec města.

## Obyvatelstvo
Oficiální statistiky obyvatelstva jsou vedeny teprve od 1991.
| Rok            | 1991   | 2001   | 2011   |
| Počet obyvatel | 59 246 | 75 374 | 93 917 |

Většina hindky mluvícího obyvatelstvo se skládá z přibližně 79,5 procent z hinduistů, přibližně 17,5 procent z muslimů a asi 2 procenta obyvatel tvoří malé menšiny džinistů, křesťanů, sikhů a buddhistů a dalších menšin. Jak je v severní Indii je obvyklé, mužů je v populaci o osm procent více než žen.

## Ekonomika
Zemědělství má v obcích okolo města v hospodářském životě tradičně důležitou roli; hlavními plodinami jsou pšenice, čočka a sójové boby. Město působí jako středisko řemesel, obchodu a služeb všech druhů.

## Historie
Ve 13. století byl Dhár hlavním městem hinduistické dynastie Paramara. Z let 1033 až 34 datuje nápis krále Bhojů v podstavci sochy Ambiky (nyní se socha nachází v Britském muzeu). V roce 1305 začal vláda Dillíjského sultanátu Oblast Málva se pod guvernérem Dilawar Khan Ghuri na začátku 15. století od něj odtrhla. Buďto on sám či jeho syn, Hoshang Shah (vládl v letech 1406 až 1435) přesunul o několik let později hlavní město o přibližně 30 km na jih do Mandu. V 16. století převzala moc Mughalská říše; v době jejího úpadku v 18. století převzali moc Maráthové a později Britové.

## Zajímavosti
V Dháru se nachází několik turistických zajímavostí.

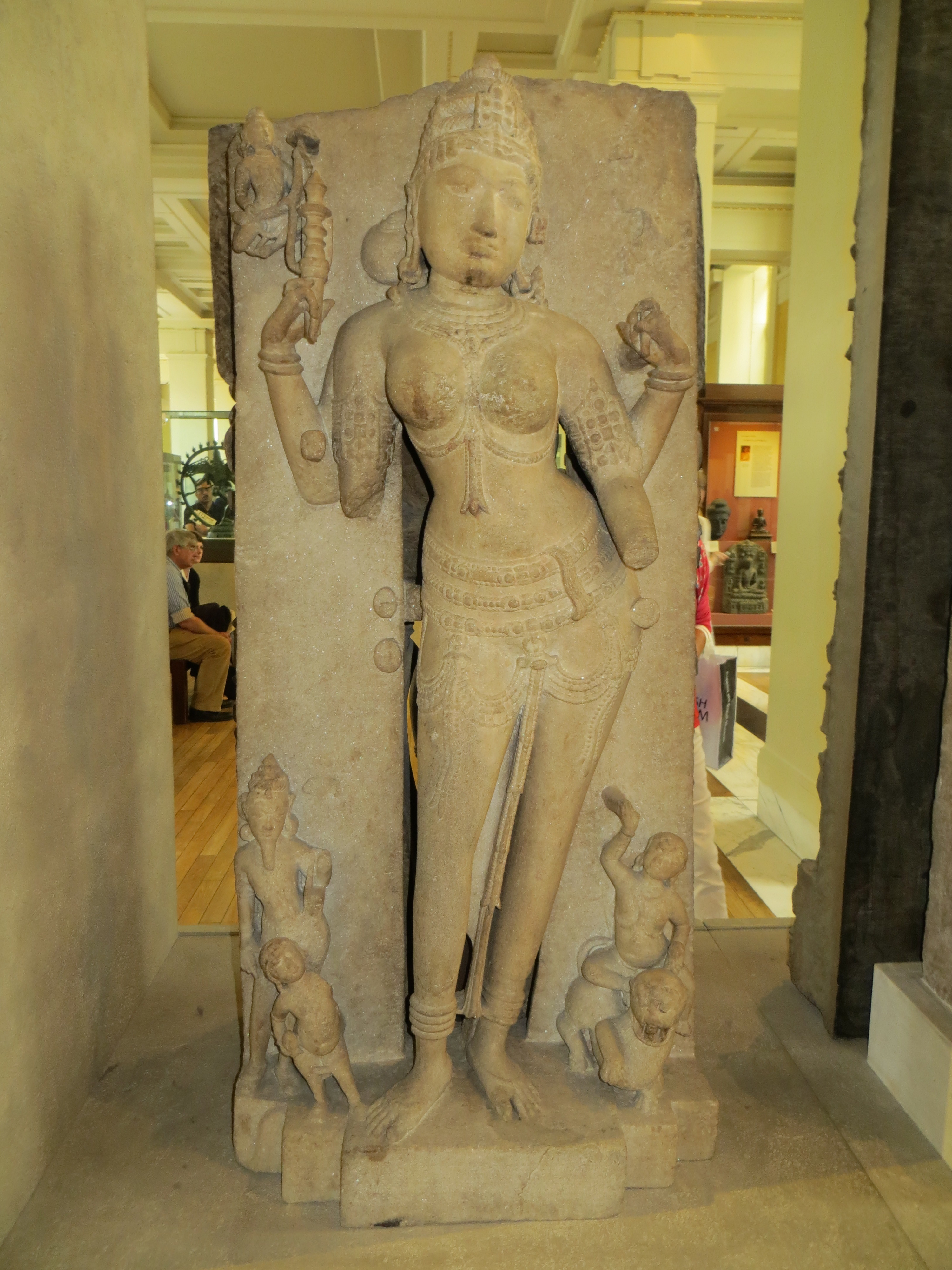
Socha Ambiky z Dháru

- Na horském hřebeni se nachází Pevnost Dhár. Byla pravděpodobně postavena již ve středověku dynastií Paramara, ale později byla opakovaně přestavována.
- Poněkud strohá mešita Lath Masjid byla na začátku 15. století postavena na příkaz Dilawara Khana, a jak je v Indii typické, vznikla na místě zničené hinduistické svatyně.
- Palác Jheera Bagh byl postaven v 19. století. Byl sídlem Maráthů z Dháru; nyní slouží jako hotel.
- Téměř 100 km jihozápadně do nedalekého se nachází jeskyně Bagh Caves série devíti do skalních stěn buddhistických jeskyň. Některé z nich obsahují zbytky maleb ve stylu Adžanta.